# Begravelse i Svendborg. Brockenhuus-Schack
|  | Denne artikel er oprettet af botten Steenthbot ud fra en ekstern database. Den kan derfor have sproglige fejl eller mangler. Denne skabelon kan fjernes efter kontrol af indholdet. |

Begravelse i Svendborg. Brockenhuus-Schack er en dansk dokumentarisk optagelse fra 1906 instrueret af Peter Elfelt.

## Handling
Stort følge ved amtmand Ludvig Brockenhuus-Schacks bisættelse fra Sct. Nicolaj Kirke.